# Jumping Ship
Jumping Ship (bra: Piratas Modernos) é um telefilme de comédia dramática e aventura norte-americano de 2001. É a sequência do filme original do Disney Channel de 1999, Horse Sense. É estrelado pelos irmãos Joseph, Matthew e Andrew Lawrence. O filme foi filmado na Austrália.

## Enredo
Embora Michael tenha se tornado um indivíduo mais maduro desde o primeiro filme e demonstre mais preocupação com os outros, ele ainda sente que, por direito de nascença, merece começar no topo do escritório de advocacia de seu pai. O pai de Michael lhe oferece uma posição no escritório: um emprego de escriturário, e explica que somente após um conhecimento profundo do escritório, a graduação em Direito e a aprovação na OAB ele será considerado para uma sociedade.
Michael tira férias de verão com seu primo Tommy na Austrália. Michael tem grandes planos para divertir seu primo Tommy a bordo de um iate de luxo, até descobrir que o iate que alugou é, na verdade, um velho e enferrujado barco de pesca. Mas quando piratas modernos perseguem o barco, os garotos são forçados a abandonar o navio, ficando presos em uma ilha deserta. Os piratas são liderados por Frakes, que já havia roubado Michael e descoberto, por meio de sua identidade, que ele vem de uma família rica. Os piratas planejam sequestrar Michael em troca de um grande resgate.
Enquanto isso, Tommy e Michael lutam para encontrar o caminho até a ilha e encontrar o capitão do barco, Jake Hunter, que afundou o barco de pesca para despistar os piratas. Mais tarde, ele admite que odiava ser capitão de um barco de pesca e só continuou nessa função porque era a vocação de seu falecido pai. Depois de vários dias, os piratas finalmente encontram os garotos quando Michael dispara um sinalizador para chamar a atenção de um avião. Enquanto tentam deixar a ilha em seu bote, dois piratas se aproximam deles. Michael e Jake nadam para longe e deixam Tommy, que não consegue tirar o colete salva-vidas, para trás, prometendo resgatá-lo mais tarde. Michael e Jake bolam um plano para resgatar Tommy.
Jake e Tommy enganam os piratas fugindo em sua lancha. Frakes tenta atirar em Michael, mas falha, pois sua arma de fogo está imersa em areia movediça , onde ele havia ficado preso enquanto perseguia Michael; deixando os vilões presos. Enquanto os garotos escapam, eles chamam a Guarda Costeira Australiana para pedir ajuda. Os piratas são presos e sua lancha é apreendida.
Durante um almoço com o pai de Michael e a mãe de Tommy, Michael chega e conta a Jake e Tommy que, devido ao confisco de bens, o barco de Frakes agora é propriedade deles. Michael propõe usar a lancha, somada ao dinheiro da recompensa, para lançar um serviço de passeios de barco com Jake e Tommy como sócios, e Jake como capitão do barco. Michael também diz ao pai que iniciará o processo de inscrição para a faculdade de direito e aceita o emprego de escriturário do pai para ajudá-lo a se preparar para isso. O pai de Michael se orgulha de ter entrado no negócio com ele (mas agora com uma visão mais madura), percebendo agora que não existe um caminho real para o sucesso.

## Elenco
- Joseph Lawrence como Michael Woods
- Andrew Lawrence como Tommy Biggs, primo de Michael
- Matthew Lawrence como Jake Hunter
- Susan Walters como Jules Biggs, mãe de Tommy e tia de Michael
- Stephen Burleigh como Glenn Woods, pai de Michael e tio de Tommy
- Anthony Wong como Frakes
- Jaime Passier-Armstrong como Jonas, a capanga de Frakes
- Martin Dingle-Wall como Dante, o capanga de Frakes
- Todd Worden como Mark Sanders
- Carly Movizio como Heather Hitt
- Jack Heywood como manobrista

## Recepção
Daryl H. Miller, do Los Angeles Times, chamou-o de um "filme divertido, embora totalmente previsível, do Disney Channel", escrevendo que os irmãos Lawrence "entregam integridade, carisma e, de vez em quando, uma atuação genuinamente louvável".

## Exibição
No Brasil, o filme teve sua estreia em 27 de abril de 2002, no canal pago Disney Channel. Na tv aberta foi exibido pelo SBT entre os anos de 2003 e 2006, levado ao ar nas sessões de filmes Festival de Filmes, Cinema em Casa e Sessão Premiada. Também foi exibido pela TV Globo na Sessão da Tarde, em abril de 2012.